# Дие
Дие (Тайя; чеш. Dyje, нем. Thaya) — река в Центральной Европе, правый приток Моравы. Её длина составляет 235,4 км, русло очень извилистое. Средний расход воды — 43,9 м³/с.
Дие протекает большей частью вблизи границы Чехии и Австрии, однако лишь на небольших участках сама её образует.
Исток Дие составляют две реки — Моравска-Дие и Дойче-Тайя, которые объединяются около города Рабс-ан-дер-Тайя на высоте 410 м над уровнем моря. Верхнее течение проходит по территории Австрии. Впадение в Мораву находится на границе двух стран, вблизи Хоэнау-ан-дер-Марх. Высота устья — 147,5 м над уровнем моря.
В среднем течении Дие глубоко врезается в ландшафт, высота обоих берегов составляет около 100 м. Подобный ландшафтный профиль способствовал сооружению многочисленных замков и крепостей вдоль её берегов. Парк замка Леднице возник после переноса русла реки. Было создано большое озеро с множеством островов. На чешской стороне река в нескольких местах перекрыта плотинами, наиболее крупные водохранилища находятся возле города Нове Млыны, где в Дые впадают реки Свратка и Йиглава. У города Вранов-над-Дийи находится плотина Врановска-Пршеграда.
Глубокая долина реки является «сердцем» национальных парков Тайяталь в Австрии и Подийи в Чехии.
Название реки происходит от иллирийского слова Дуяс, что в переводе означает «бурлящая река».

## Притоки
Евишовка, Желетавка, Киёвка, Дойче-Тайя, Моравска-Дие.

## Населённые пункты на реке
Рабс-ан-дер-Тайя, Дрозендорф-Циссерсдорф, Вранов-над-Дийи, Хардегг, Зноймо, Ла-ан-дер-Тайя, Мушов, Леднице, Бржецлав.